# San Felipe Amatitlán
San Felipe Amatitlán är en ort i Mexiko.   Den ligger i kommunen Olinalá och delstaten Guerrero, i den sydöstra delen av landet, 180 km söder om huvudstaden Mexico City. San Felipe Amatitlán ligger 1 386 meter över havet och antalet invånare är 103.
Terrängen runt San Felipe Amatitlán är kuperad, och sluttar österut. Runt San Felipe Amatitlán är det ganska tätbefolkat, med 62 invånare per kvadratkilometer. Närmaste större samhälle är Huamuxtitlán, 14,5 km öster om San Felipe Amatitlán. I omgivningarna runt San Felipe Amatitlán växer huvudsakligen savannskog.